# Twin Spark

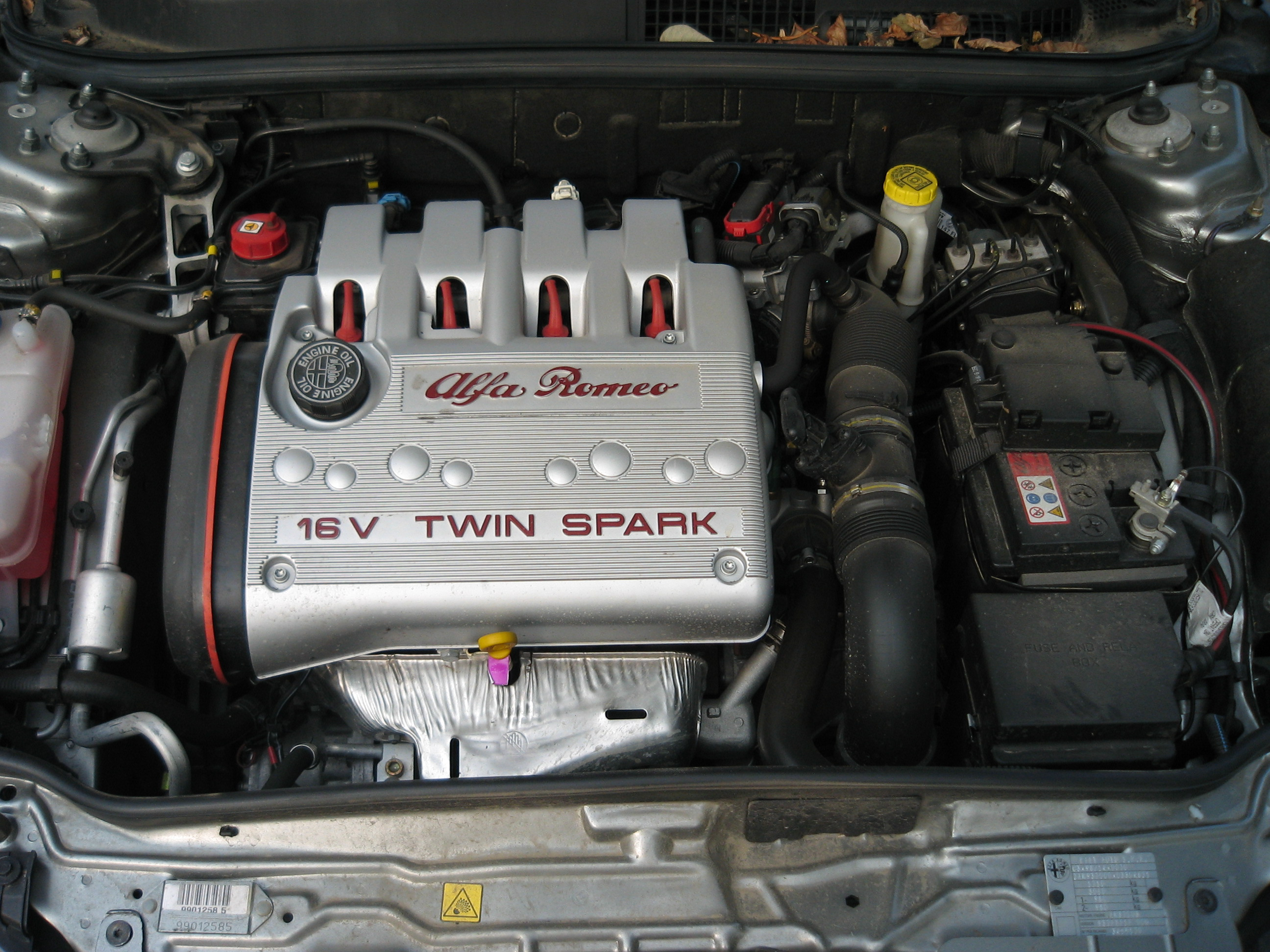

Twin Spark (também conhecido como TS) é uma tecnologia de motores da Alfa Romeo, usado pela primeira vez no Alfa Romeo Grand Prix em 1914. Foi utilizado em seus carros de corrida (GTA, TZ) para alcançar uma maior potência em seus motores. Durante a década de 1980, a Alfa Romeo incorporou a tecnologia em seus veículos de passeio para aumentar seu desempenho e se ajustar às regras de emissão de poluentes mais restritivas.
O nome Twin Spark se refere tradicionalmente aos motores produzidos a partir de 1986, quando o Alfa Romeo 164 Twin Spark foi lançado. Todos os motores TS possuem 4 cilindros em linha, e foram desenvolvidos inicialmente em motores com 8 válvulas, mais tarde passaram a ser usados em motores com 16 válvulas. Todos os carros com motores TS desde o Alfa Romeo 155 (que teve originalmente uma versão 8V) usam motores com 16 válvulas. A tradução para o termo Twin Spark é dupla ignição, ou seja, duas velas para cada cilindro. As duas velas são responsáveis pela melhoria na queima do combustível, resultando em uma maior eficiência do motor: menor consumo de combustível e emissões de poluentes mais baixas.